# Lina Olinda Pedraza Rodríguez
Lina Olinda Pedraza Rodríguez (* 16. September 1955) ist eine kubanische Politikerin der Kommunistischen Partei Kubas PCC (Partido Comunista de Cuba), unter anderem war sie Ministerin für Finanzen und Preise im Ministerrat Kubas.

## Leben
Lina Olinda Pedraza Rodríguez absolvierte nach dem Schulbesuch ein Studium, das sie mit einem Lizenziat im Fach Wirtschaftskontrolle (Licenciada en Control Económico) abschloss. Im Anschluss arbeitete sie 15 Jahre lang in verschiedenen Funktionen bei der Bank der Provinz Villa Clara und war zugleich Mitglied des Parteikomitees der PCC von Santa Clara sowie Präsidentin von dessen Wirtschaftskommission. Sie war ferner Funktionär im Parteikomitee der PCC der Provinz Villa Clara  und Delegierte beim IV. Parteikongress 1991, beim V. Parteikongress 1997, beim VI. Parteikongress 2011 sowie beim VII. Parteikongress 2016, bei denen sie jeweils zum Mitglied des Zentralkomitees (ZK) der PCC gewählt wurde. 1994 wurde sie Funktionärin der ZK-Abteilung für Wirtschaft sowie 1996 Chefin des Nationalen Rechnungsprüfungsamtes (Oficina Nacional de Auditoría).
Lina Olinda Pedraza Rodríguez, die auch Mitglied der Nationalversammlung der Volksmacht (Asamblea Nacional del Poder Popular) ist, wurde im Mai 2001 erste Ministerin für Rechnung und Kontrolle (Ministra de Auditoría y Control). Dieses Amt bekleidete sie bis zu ihrer Ablösung durch Gladys María Bejerano Portela 2006. Daraufhin wurde sie 2006 Mitglied des ZK-Sekretariats sowie Leiterin der ZK-Abteilung für Wirtschaft und übte diese Funktion bis 2009 aus.
Im März 2009 löste Lina Olinda Pedraza Rodríguez im Rahmen einer umfangreichen Regierungsumbildung Georgina Barreiro Fajardo als Ministerin für Finanzen und Preise (Ministra de Finanzas y Precios) im Ministerrat Kubas ab. Dieses Amt hielt sie bis 2019 inne. Ihre Nachfolgerin dort war Meisi Bolaños.